# Pachyschelus peruvianus
Pachyschelus peruvianus es una especie de escarabajo joya del género Pachyschelus, familia Buprestidae. Fue descrita científicamente por Kerremans en 1899.